# Extradom
Extradom.pl – należący od 2018 roku do grupy Wirtualna Polska Holding polski agregator gotowych projektów domów.

## Działanie
W serwisie znajduje się prawie 11 tys. projektów, wśród których można znaleźć m.in.:
- Domy jednorodzinne, wielorodzinne, parterowe, piętrowe z poddaszem użytkowym;
- Domy tanie w budowie, bez pozwolenia, domki letniskowe;
- Domy nowoczesne, tradycyjne, dworkowe;
- Budynki gospodarcze, garaże, stajnie;
- Projekty w odbiciu lustrzanym;
- Do każdego projektu dołączane są kosztorysy i zestawienia materiałów.

W 2018 roku Wirtualna Polska Holding przejęła 100 proc. udziałów w spółce Extradom.pl. Wartość transakcji to 75 mln zł.

## Społeczność
Extradom.pl stworzył pierwszy portal społecznościowy dla osób budujących domy oraz opracował mapę budowy domów w Polsce. Społeczność Extradom.pl liczy dzisiaj ponad 600 tys. osób. Użytkownicy odwiedzający serwis mogą korzystać z autorskich narzędzi i aplikacji: iDiesigner, kreator 3D domów oraz darmowej porównywarki projektów domów.